# Гиолу
Гио̀лу (на гръцки: Γιόλου, Гьо̀лу) е село в Кипър, окръг Пафос. Според статистическата служба на Република Кипър през 2001 г. селото има 737 жители.
Намира се на 20 км северно от Пафос.